# Schendylops paucispina
Schendylops paucispina – gatunek parecznika z rzędu zieminkokształtnych i rodziny Schendylidae.

## Taksonomia
Gatunek opisany w 1960 roku przez R. F. Lawrence'a pod nazwą Haploschendyla insolita. Do rodzaju Schendylops przeniesiony został w 1997 przez R. L. Hoffmana i L. Pereirę. W 2004 L. Pereira, A. Minelli i M. Uliana dokonali jego redeskrypcji.

## Opis
Ciało długości 24 mm u samców i 26 mm u samic, u okazów przechowywanych w alkoholu jasno-ochrowe. Samiec ma 49, a samica 51 par odnóży. Ostatnia para odnóży samca o stopie takiej samej długości jak metatarsus. Czułki 2,5 raza dłuższe niż płytka głowowa i nieco dystalnie wysmuklone. Na grzbietowej powierzchni czułków obecne wyspecjalizowane szczeciny ochrowej barwy. Płytka głowowa nieco dłuższa niż szeroka. Na nadustku para szczecin zaczułkowych, tyleż przedwargowych i 11 środkowych w dwóch rzędach (5+6). Blaszki ząbkowane żuwaczek z 7 lub 8 zębami, nie podzielone na bloki, a blaszki grzebykowate z 18 ząbkami każda. Coxosterna I pary szczęk bez szczecin i z dobrze rozwiniętymi wyrostkami środkowymi, a II pary szczęk z dwoma rzędami po 9 szczecin. Telopodity szczękonóży w pozycji zamkniętej nie wystające za przedni brzeg głowy i o wszystkich stawach bez ząbków. Pola porów obecne na sterna od I do XXII. Pory brzuszne obecne wyłącznie na sterna przednich. Na ostatnim segmencie opatrzonym odnóżami brak pleurytów po bokach praetergum, którego tylna krawędź jest wyraźnie zgrubiała pośrodku. Chetotaksja odnóży krocznych jednolita. Gonopodia samca dwustawowe: nasadowy staw z 16, a wierzchołkowy z 8 szczecinami. Penis z dwoma szczecinami wierzchołkowymi.

## Występowanie
Gatunek jest endemitem Madagaskaru, znanym jedynie z masywu Ankaratra.